# Senators de Harrisburg
 (novembre 2013).
Si vous disposez d'ouvrages ou d'articles de référence ou si vous connaissez des sites web de qualité traitant du thème abordé ici, merci de compléter l'article en donnant les références utiles à sa vérifiabilité et en les liant à la section « Notes et références ».
Les Sénateurs d'Harrisburg (Harrisburg Senators) sont une équipe de ligue mineure de baseball basé à Harrisburg, en Pennsylvanie aux États-Unis. 
L'équipe, qui joue en Eastern League au niveau AA, est affiliée aux Nationals de Washington. Les Sénateurs jouent au Metro Bank Park, situé sur City Island à Harrisburg, ouvert à l'origine en 1987 sous le nom de Riverside Stadium. Le surnom de l'équipe fait référence à la ville qui est le siège du Sénat de Pennsylvanie. Les couleurs de l'équipe sont rouge, bleu marine, et l'or, les mêmes couleurs que le club parent, les Nationals de Washington. 
Harrisburg a remporté neuf titres de la Ligue de l'Est et est la première équipe dans l'histoire de la ligue à remporter quatre titres d'affilée: 1927, 1928, 1931, 1987, 1993 et 1996 à 1999.

## Histoire
La ville d'Harrisburg a une longue histoire dans le baseball professionnel. En 1901, le premier club de base-ball d'Harrisburg est créé et, en 1912, le club remporte le premier des trois championnats de la Tri-State Association. En 1915, une équipe affilié à la Ligue internationale déménage de Newark dans le New Jersey, à Harrisburg, en Pennsylvanie. Le club a duré un an avant de passer à la ligue de New York et d'être finalement démantelée, laissant ainsi la ville privée d'équipe de baseball professionnel pendant sept ans.

### Les Sénateurs d'origine
En 1924, l'équipe des Sénateurs a rejoint la New York - Penn League nouvellement crée qui a finalement été rebaptisé la Ligue de l'Est. Au départ, les Sénateurs, comme la plupart des autres équipes de la New York-Penn League, n'étaient pas affiliés à une équipe de la Ligue majeure de baseball. En 1927, les Sénateurs ont commencé une campagne de cinq ans avec trois championnats en ligue de l'Est, remportant des titres en 1927, 1928 et 1931. En 1932, les Sénateurs sont affiliés aux Braves de Boston mais le règne de l'équipe a pris fin en 1936, lorsque la crue de la rivière Susquehanna a ruiné leur terrain et leur stade, l'inondation ayant ainsi mis un terme à la participation des Sénateurs à la Ligue de l'Est pendant cinquante et un ans.
Une autre équipe représentant Harrisburg, affiliée aux Pirates de Pittsburgh, est formé quatre ans plus tard, bien que dans la petite ligue inter-états. Comme son prédécesseur, l'équipe obtient un succès rapide, remportant le titre de champion un an plus tard avec des joueurs comme Billy Cox et Dennis Taylor. Le succès fut toutefois de courte durée car l'équipe a emménagé en 1943 à proximité de York en Pennsylvanie. Une autre équipe affiliée aux Indians de Cleveland est créée mais elle aura des résultats mitigés. La Ligue inter-états ayant été dissoute en 1952, la ville va de nouveau être privée d'équipe de baseball professionnel pour les 35 années suivantes.

### Les Sénateurs actuels
Dans le milieu des années 1980, le maire d'Harrisburg, Stephen Reed, a lancé un plan de revitalisation prévoyant la création d'un terrain pour une nouvelle équipe de la Ligue mineure de baseball. En 1987, Harrisburg a inauguré le stade du Metro Bank Park (alors appelé Riverside Stadium) pour l'actuelle équipe de Sénateurs d'Harrisburg qui était alors affiliée aux Pirates de Pittsburgh. Cette franchise a été accordée à Harrisburg et était auparavant à Nashua dans le New Hampshire, et précédemment dans les villes de Holyoke et Pittsfield dans le Massachusetts. Comme les Sénateurs d'origine, le succès a été rapide, l'équipe remportant le Championnat de la ligue de l'Est lors de sa première saison. 
En 1991, l'équipe est affiliée aux Expos de Montréal, une affiliation qui va durer plusieurs années et va lui permettre notamment de remporter le championnat quatre années consécutives de 1996 à 1999, une première dans la Ligue de l'Est.

## Uniformes
Les couleurs officielles des sénateurs Harrisburg sont le rouge, le bleu et l'or. Leurs uniformes maison et extérieurs sont semblables à ceux des Nationals de Washington, avec une casquette rouge pour les matchs à domicile et bleu marine pour les matchs extérieurs. Les deux casquettes supportent un « H », les maillots maison sont blancs avec une garniture rouge et bleu marine autour du col et les manches avec le terme «sénateurs» en rouge avec des biseaux métalliques d'or et contour bleu marine. Le maillot utilisé pour les matchs extérieurs est gris avec un liseré bleu marine et rouge autour du col et des manches, avec le mot «Harrisburg" en bleu marine.
En 2007, les Sénateurs ont ajouté un logo spécifique à leur marque, incorporant l'image d'un éphémère à l'intérieur du « H », en raison de l'emplacement du stade de l'équipe qui est sur une île de la rivière Susquehanna qui explique que des milliers d'éphémères soient attirés par les lumières vives du terrain et tombent morts sur les fans.

## Propriétaire
La ville de Harrisburg a payé 6,7 millions de dollars en 1995 pour acquérir l'équipe auprès des précédents propriétaires de la franchise qui projetaient de la vendre à une autre équipe de Springfield dans le Massachusetts. Au lieu de répondre au désir du groupe de propriétaires d'avoir un nouveau stade, le maire d'Harrisburg a incité les contribuables à plutôt acheter l'équipe aux anciens propriétaires qui l'avait acheté seulement six mois plus tôt pour seulement 4,1 millions de dollars. 
En 2006, la ville a mis l'équipe en vente afin de lutter contre un déficit budgétaire important. Le maire avait alors indiqué que l'acquéreur devrait garder l'équipe à Harrisburg pendant au moins 29 ans. L'équipe a finalement été acheté par un partenaire des Sénateurs, une société de Northbrook dans l'Illinois dirigée par le fils de Jerry Reinsdorf, pour un prix record dans la ligue de l'Est de 13,25 millions de dollars.

## Le stade
Le stade Metro Bank Park a reçu un budget de rénovation de 32 millions de dollars (dont 19,1 millions proviennent de financement de l'État) pour des travaux qui devaient débuter en 2005. Cependant des retards dans le financement public du projet ont reporté le lancement de la rénovation jusqu'en 2008.

## Joueurs ayant évolué en ligue majeure
- Moisés Alou
- Predro Astacio
- Tony Armas
- Michael Barrett
- Miguel Batista
- Chad Bentz
- Geoff Blum
- Milton Bradley
- Orlando Cabrera
- Wil Cordero
- Cliff Floyd
- Vladimir Guerrero
- Cliff Lee
- Guillermo Mota
- Brian Schneider
- Matt Stairs
- Ugueth Urbina
- Jose Vidro
- Jake Westbrook
- Rondell White
- Josh Whitesell
- Brad Wilkerson
- Ryan Zimmerman
- Chris Young